# Characidium
Characidium és un gènere de peixos d'aigua dolça de la família dels crenúquids i de l'ordre dels caraciformes.

## Taxonomia
- Characidium alipioi (Travassos, 1955)[2]
- Characidium bahiense (Almeida, 1971)
- Characidium bimaculatum (Fowler, 1941)
- Characidium boavistae (Steindachner, 1915)
- Characidium boehlkei (Géry, 1972)
- Characidium bolivianum (Pearson, 1924)
- Characidium borellii (Boulenger, 1895)
- Characidium brevirostre (Pellegrin, 1908)
- Characidium caucanum (Eigenmann, 1912)
- Characidium chupa (Schultz, 1944)
- Characidium crandellii (Steindachner, 1915)
- Characidium declivirostre (Steindachner, 1915)
- Characidium etheostoma (Cope, 1872)
- Characidium etzeli (Zarske & Géry, 2001)[3]
- Characidium fasciatum (Reinhardt, 1867)[4][5]
- Characidium gomesi (Travassos, 1956)
- Characidium grajahuensis (Travassos, 1944)[6]
- Characidium hasemani (Steindachner, 1915)
- Characidium heinianum (Zarske & Géry, 2001)[7]
- Characidium heirmostigmata (da Graça & Pavanelli, 2008)[8]
- Characidium interruptum (Pellegrin, 1909)
- Characidium japuhybense (Travassos, 1948)[9]
- Characidium lagosantense (Travassos, 1947)[10]
- Characidium lanei (Travassos, 1967)
- Characidium laterale (Boulenger, 1895)
- Characidium lauroi (Travassos, 1949)[11]
- Characidium longum (Taphorn, Montaña & Buckup, 2006)[12]
- Characidium macrolepidotum (Peters, 1868)
- Characidium marshi (Breder, 1925)
- Characidium nupelia (da Graça, Pavanelli & Buckup, 2008)[13]
- Characidium occidentale (Buckup & Reis, 1997)
- Characidium oiticicai (Travassos, 1967)
- Characidium orientale (Buckup & Reis, 1997)
- Characidium pellucidum (Eigenmann, 1909)
- Characidium phoxocephalum (Eigenmann, 1912)
- Characidium pteroides (Eigenmann, 1909)
- Characidium pterostictum (Gomes, 1947)
- Characidium purpuratum (Steindachner, 1882)
- Characidium rachovii (Regan, 1913)[14][15]
- Characidium roesseli (Géry, 1965)
- Characidium sanctjohanni (Dahl, 1960)
- Characidium schindleri (Zarske & Géry, 2001)[7]
- Characidium schubarti (Travassos, 1955)
- Characidium serrano (Buckup & Reis, 1997)
- Characidium steindachneri (Cope, 1878)
- Characidium stigmosum (Melo & Buckup, 2002)[16]
- Characidium tenue (Cope, 1894)
- Characidium timbuiense (Travassos, 1946)[17]
- Characidium vestigipinne (Buckup & Hahn, 2000)[18]
- Characidium vidali (Travassos, 1967)
- Characidium xanthopterum (Silveira, Langeani, da Graça, Pavanelli & Buckup, 2008)[19]
- Characidium xavante (da Graça, Pavanelli & Buckup, 2008)
- Characidium zebra (Eigenmann, 1909)[20][21][22][23][24][25][26][27]